# Revenge porn
Il revenge porn o revenge pornography (traducibile in lingua italiana in vendetta porno o pornovendetta) è la condivisione pubblica di immagini o video intimi tramite Internet, senza il consenso dei protagonisti degli stessi.  Del suddetto crimine quasi per il 90% dei casi le vittime di revenge porn sono donne, mentre per il restante 10% si tratta di uomini. Va comunque sottolineato che, nonostante l'affermarsi di tale espressione, non sempre il fenomeno della diffusione non consensuale di immagini intime si ricollega a specifiche finalità di vendetta, essendo molto più ampia la gamma delle possibili motivazioni della condotta, riferibile al più ampio fenomeno della "pornografia non consensuale" o Non Consensual Pornography (NCP).
In alcuni casi, le immagini sono state immortalate da un partner intimo e con consenso della vittima, in altri senza che la vittima ne fosse a conoscenza, in altri ancora la persona offesa (uomo o donna) è vittima di violenza sessuale, spesso facilitata dalla droga da stupro che provoca, tra l'altro, ridotto senso del dolore, coinvolgimento nel disvoluto atto sessuale, effetti dissociativi e amnesia. Il fenomeno è presente anche in ambito minorile, dove si collega alla diffusa pratica del sexting, ovvero dell'invio di immagini intime come pratica di coppia: non è infrequente che tali immagini fuoriescano volontariamente o meno dalla privacy della coppia (sexting secondario) andando a determinare danni del tutto analoghi a quelli prodotti dal revenge porn. 
Al 2020 solo in pochi paesi del mondo, come Italia, Australia, Canada, Filippine, Giappone, Israele, Malta, Regno Unito e alcuni Stati degli USA esiste una legislazione al riguardo. La legge contro il revenge porn in Italia è entrata in vigore il 9 agosto 2019, con il titolo di "Codice Rosso".

## Descrizione
Questa pratica è talvolta anche descritta come una forma di violenza, abuso psicologico, o abuso sessuale. La locuzione revenge porn si riferisce genericamente al caricamento di materiale sessuale esplicito per vendicarsi dopo la fine di una relazione, ma talvolta il termine viene utilizzato anche in contesti non propriamente vendicativi, come la distribuzione di pornografia senza consenso. L'effetto immediato del fenomeno (che può concorrere con altri delitti come stupro facilitato dai narcotici, diffamazione, atti persecutori, ecc.) è la distruzione della reputazione altrui ma i moventi possono essere svariati, ad esempio: futili motivi, annichilire sadicamente la persona odiata anche inducendola al suicidio, boicottare un competitor, isolare socialmente la persona offesa minandone altresì la vita privata e lavorativa, ottenere facili profitti sia in una logica estorsiva (sextortion) sia grazie al redditizio mercato delle immagini e dei video hot, anche frutto di deepfake, che si esplica pure attraverso canali social, con migliaia di utenti, siti web, forum, gruppi. Alcuni esperti ritengono che il termine "pornovendetta" o revenge porn non dovrebbe essere utilizzato, in quanto il fenomeno potrebbe essere meglio descritto come "abuso basato su immagini sessuali". Tuttavia l'Accademia della Crusca ha risolto ogni dubbio interpretativo, equiparando il revenge porn alla non consensual pornography nell'identica locuzione italiana di "porno-vendetta", intesa come l'atto di condivisione di immagini o video intimi di una persona senza il suo consenso, attuato sia on-line sia off-line.
La pubblicazione avviene solitamente con lo scopo di umiliare la persona coinvolta per ritorsione o vendetta. Per questo motivo, le immagini sono spesso accompagnate da sufficienti informazioni per identificare il soggetto ritratto, tipicamente i nomi, gli pseudonimi, le posizioni geografiche e/o altri dati e possono anche includere collegamenti a profili (veri o falsi) sui social media, indirizzi delle abitazioni o del posto di lavoro e annunci osé, apparentemente riconducibili alla vittima, anche in siti dedicati alla pornografia, in siti di incontri e in falsi profili social, pure attraverso il furto d'identità digitale, rendendo aspra la vita della vittima la quale, quando è ignara, nota un generalizzato deterioramento delle proprie relazioni sociali e subisce odiose umiliazioni (tra cui il licenziamento) senza coglierne la ragione.

## Nel mondo
A seguito di diversi casi di cronaca legati al revenge porn in alcuni paesi sono stati assunti provvedimenti atti a contrastare il fenomeno: Australia, Germania, Israele, Canada, Regno Unito, e più di metà degli Stati Uniti hanno disciplinato il reato, che in altri paesi può comunque essere ricondotto ad altre fattispecie. Quindi coloro che mettono in pratica il revenge porn possono essere accusati, a seconda dei casi, di molestia, violazione della privacy, diffamazione e in alcuni casi particolarmente gravi anche di istigazione al suicidio.

### Australia
Nel novembre 2014, in Victoria sono state modificate le vigenti leggi riguardo al sexting. Oltre a proibire l'invio di nudi senza consenso, l'emendamento ha anche aggiunto delle garanzie per impedire che minorenni possano ricevere accuse di pedopornografia per contenuti auto-prodotti.
Nel 2016 l'Australia Meridionale ha approvato una legge che rende illegale la distribuzione (o minaccia di distribuzione) di fotografie di nudi pornografici. Il Nuovo Galles del Sud e il Territorio della Capitale Australiana sono intervenuti in agosto 2017, approvando leggi che criminalizzano la distribuzione, o minaccia di distribuzione di foto o video intimi.
Dal 2015 in poi, ci sono state molte richieste in Australia finalizzate a far passare leggi designate a combattere il fenomeno del revenge porn. Sebbene siano molti gli Stati già intervenuti, sia in Tasmania sia nel Queensland non sono state ancora presi provvedimenti legislativi per rendere illegale questo fenomeno.

### Canada
Nel 2014 il Canada ha introdotto una legge per proteggere i canadesi dal crimine online, rendendo un reato la distribuzione non consensuale di immagini intime realizzati sotto una ragionevole aspettativa di privacy.

### Filippine
Nel 2009 le Filippine hanno reso un reato la copia, riproduzione, condivisione o esibizione su internet di immagini o video sessualmente espliciti senza il consenso scritto dell'individuo ritratto.

### Giappone
Nel novembre 2014 il Giappone ha approvato una legge che prevede come crimine il comunicare "un'immagine sessuale privata di un'altra persona" senza consenso.

### Israele
Nel gennaio 2014 Israele ha introdotto una pena di 5 anni per la condivisione di video sessualmente espliciti senza consenso della persona ritratta.

### Italia
Sia prima dell'entrata in vigore della legge 19 luglio 2019, n. 69, sia successivamente (per i reati non riconducibili all'art. 612-ter c.p.), le condotte afferenti direttamente o indirettamente al fenomeno della Non Consensual Pornography erano – e sono tuttora – perseguibili in forza di vari articoli del codice penale (diversi dal 612-ter), tra cui: interferenze illecite nella vita privata (615-bis, anche unitamente alla violazione di domicilio [614 e 615]); stato di incapacità provocato mediante violenza (613); violenza sessuale (609-bis) anche di gruppo (609-octies); violenza privata (610); atti persecutori (612-bis); estorsione (629) anche solo tentata (56); accesso abusivo a sistema informatico (615-ter, ad es. per lasciare traccia di file/interazioni compromettenti o acquisire informazioni/immagini dai dispositivi della vittima); sostituzione di persona (494, ad es. falsi annunci osé e falsi profili social); falso ideologico o documentale (476 e ss., ad es. menzognera attribuzione di fatti contrari al buon costume, apocrifa sottoscrizione per inserzioni/riproduzioni "hot" a nome della persona presa di mira, deepfake, ecc.); diffamazione (595) anche aggravata (a mezzo stampa, radio-televisione, cinematografia, web); simulazione di reato (367) con artefatte evidenze/informative legate alla sfera sessuale; ecc.
L'introduzione del reato appositamente dedicato a tale fenomeno (art. 612-ter c.p.), in Italia, si deve all'emendamento presentato dalla parlamentare Federica Zanella.
Nelle settimane successive al suicidio di Tiziana Cantone, l'opinione pubblica italiana rivolse la propria attenzione al fenomeno del revenge porn: un disegno di legge che mirava a introdurre l'art. 612-ter del codice penale, "concernente il reato di diffusione di immagini e video sessualmente espliciti" fu presentato da Sandra Savino nel settembre 2016. Nella XVIII legislatura, Simon Baraldi, un giovane studente universitario, aveva presentato una petizione popolare al Senato della Repubblica in cui si chiedeva l'introduzione del reato di revenge porn nel codice penale italiano e il patrocinio a spese dello Stato per tutte le vittime di tale reato. Il 16 luglio 2019 il Senato italiano approva la legge con 197 voti favorevoli e 47 astensioni e nessun contrario. La nuova disciplina, tuttavia, ha già sollevato alcune perplessità applicative tra gli studiosi del settore, specie con riguardo al suo secondo comma.
Alla fine del 2018, viene lanciata dalla sociologa Silvia Semenzin insieme a Bossy, I Sentinelli e Insieme in Rete, una petizione su Change.org con l'hashtag #intimitàviolata per chiedere una legge contro la condivisione non consensuale di materiale intimo. La petizione nel giro di pochissimo tempo raccoglie oltre 100 000 firme (126 523) e porta all'inizio di un'intensa campagna politica per far arrivare un disegno di legge in discussione alla Camera. Il 2 aprile 2019, la Camera approva all'unanimità l'articolo 612-ter contenuto nel disegno di legge 'Codice Rosso' che criminalizza la diffusione di materiale sessualmente esplicito senza consenso della persona ritratta. 
L'art. 10 della legge 19 luglio 2019, n. 69, entrata in vigore il 9 agosto 2019 recita:
«Salvo che il fatto costituisca più grave reato, chiunque, dopo averli realizzati o sottratti, invia, consegna, cede, pubblica o diffonde immagini o video a contenuto sessualmente esplicito, destinati a rimanere privati, senza il consenso delle persone rappresentate, è punito con la reclusione da uno a sei anni e con la multa da euro 5.000 a euro 15.000.
La stessa pena si applica a chi, avendo ricevuto o comunque acquisito le immagini o i video di cui al primo comma, li invia, consegna, cede, pubblica o diffonde senza il consenso delle persone rappresentate al fine di recare loro danno.
La pena è aumentata se i fatti sono commessi dal coniuge, anche separato o divorziato, o da persona che è o è stata legata da relazione affettiva alla persona offesa ovvero se i fatti sono commessi attraverso strumenti informatici o telematici.
La pena è aumentata da un terzo alla metà se i fatti sono commessi in danno di persona in condizione di inferiorità fisica o psichica o in danno di una donna in stato di gravidanza.
Il delitto è punito a querela della persona offesa. Il termine per la proposizione della querela è di sei mesi. La remissione della querela può essere soltanto processuale. Si procede tuttavia d'ufficio nei casi di cui al quarto comma, nonché quando il fatto è connesso con altro delitto per il quale si deve procedere d'ufficio».
Quanto alla legislazione laburistica, l'articolo 26 della legge 11 aprile 2006, n. 198 (Codice delle pari opportunità) vieta le molestie e le connesse discriminazioni (compreso il demansionamento, il trasferimento, il licenziamento e altre misure ritorsive) ai danni della lavoratrice o del lavoratore, equiparando alle "molestie sessuali" i "comportamenti indesiderati a connotazione sessuale, espressi in forma fisica, verbale o non verbale, aventi lo scopo o l'effetto di violare la dignità di una lavoratrice o di un lavoratore e di creare un clima intimidatorio, ostile, degradante, umiliante o offensivo" (comma 2). In proposito, oltre alle delucidazioni dell'Organizzazione internazionale del lavoro sulla casistica relativa alle "molestie", in ordine alle molestie sessuali (di cui all'art. 26), oggigiorno possono aggiungersi quelle informatiche come il cyberbullismo e il revenge porn.

### Malta
Nel novembre 2016 a Malta è entrata in vigore una legge che criminalizza il revenge porn. L'articolo 208E del codice criminale maltese punisce chiunque, con l'intento di affliggere un danno, emozionale o di qualsiasi altra natura, divulghi una foto o video sessuali e privati senza il consenso della persona o delle persone presenti nel materiale distribuito. Tale persona verrebbe condannata alla reclusione per un periodo lungo fino a due anni, o a una multa non inferiore a 3 000 € e non superiore a 5 000 €, o, in alcuni casi, sia alla reclusione sia alla multa.

### Regno Unito
Nel Regno Unito la sezione 33 del Criminal Justice and Courts Act 2015 ha previsto come reato la divulgazione di fotografie o video di carattere sessuale e privato se fatta senza il consenso di una persona che appare nella foto o nel video e con lo scopo di causare sofferenza. In precedenza non era spesso possibile individuare uno specifico reato.
Sempre nel Regno Unito una ricerca sul revenge porn condotta nelle West Midlands ha evidenziato come, nonostante la maggior parte di vittime di questo crimine siano donne, anche il perpetratore sia in maggioranza dei casi di genere femminile, registrando nel 2018 un totale di 150 casi, dove in 125 una donna era vittima e in 135 una donna era perpetratrice del reato.

### Stati Uniti d'America
Negli Stati Uniti il diritto penale è regolato prevalentemente a livello dei singoli Stati e non federale: in 38 più Washington D.C. hanno leggi specificamente dedicate al revenge porn.